# Elvismar Rodríguez
Elvismar Nicanor Rodríguez Ruiz (* 14. Februar 1997 in Puerto Ordaz) ist eine venezolanische Judoka. 2019 siegte sie bei den Panamerikanischen Spielen.

## Sportliche Karriere
Die 1,78 m große Elvismar Rodríguez kämpft im Mittelgewicht, der Gewichtsklasse bis 70 Kilogramm. 2013 gewann sie die Südamerikameisterschaften, im gleichen Jahr siegte sie auch bei den panamerikanischen U18-Meisterschaften. 2014 belegte sie den vierten Platz bei den Südamerikaspielen. Bei den Olympischen Jugendspielen in Nanjing erkämpfte Rodríguez eine Bronzemedaille. Ende des Jahres erhielt sie noch eine Bronzemedaille bei den Zentralamerika- und Karibikspielen. 2015 belegte Rodríguez den siebten Platz bei den Panamerikanischen Spielen in Toronto. 2016 folgte eine Bronzemedaille bei den Panamerikanischen Meisterschaften. Bei den Olympischen Spielen in Rio de Janeiro verlor sie ihren Auftaktkampf gegen Antónia Moreira aus Angola.
2017 gewann Elvismar Rodríguez jeweils eine Bronzemedaille bei den Panamerikanischen Meisterschaften und den panamerikanischen U21-Meisterschaften. 2018 verlor sie das Finale der Panamerikanischen Meisterschaften gegen die Kolumbianerin Yuri Alvear. Drei Monate später gewann Rodríguez Gold bei den Zentralamerika- und Karibikspielen. 2019 belegte sie den dritten Platz bei den Panamerikanischen Meisterschaften. Bei den Panamerikanischen Spielen in Lima erreichte sie das Finale und besiegte dann Yuri Alvear.
2020 belegte Rodríguez den dritten Platz bei den Panamerikanischen Meisterschaften. Im Juni 2021 erreichte Elvismar Rodríguez erstmals das Achtelfinale bei Weltmeisterschaften. Bei den Weltmeisterschaften in Budapest schied sie gegen die Deutsche Miriam Butkereit aus, Bei den Olympischen Spielen in Tokio unterlag sie in ihrem Auftaktkampf der Deutschen Giovanna Scoccimarro.